# Combat (journal)
Ne doit pas être confondu avec Combats ou Combat (revue).
Pour les articles homonymes, voir Combat (homonymie).
Combat, sous-titré Le Journal de Paris, est un quotidien français, qui a été publié de 1941 à 1974.
Né pendant la Seconde Guerre mondiale comme organe de presse du mouvement de résistance Combat, il est clandestin pendant l'Occupation.
À la suite de sa cessation de parution en 1974, une grande partie de sa rédaction fut à l'origine, deux mois plus tard, de la création du Quotidien de Paris.

## Historique

### Fondation durant la Résistance
En zone interdite (Nord et le Pas-de-Calais) paraît Les Petites Ailes qui devient, en zone occupée et en zone libre, Les Petites Ailes de France. En août 1941, le titre change dans les deux zones : au Nord, Résistance ; au Sud, Vérités. Le groupe Nord est détruit. En zone Sud, lors de la fusion du Mouvement de libération nationale (MLN) avec le groupe « Liberté », Vérités devient un nouveau journal, commun aux trois zones, dont le titre donne au MLN un nouveau nom, Combat, qui paraît pour son premier numéro en décembre 1941, sous l'impulsion de Berty Albrecht et d'Henri Frenay. La fabrication de Combat est dirigée par André Bollier. Grâce à l'organisation mise en place, le tirage atteint 10 000 exemplaires au cours de l'été 1943, et passe à 50 000 exemplaires avec le numéro 50 du 1er novembre 1943,.
Après la Libération, Combat est animé par Albert Ollivier, Jean Bloch-Michel, Georges Altschuler et surtout Pascal Pia qui y entraîne son ami Albert Camus à l'automne de 1943. Y contribuent également Jean-Paul Sartre, André Malraux, Paul Gordeaux, Emmanuel Mounier puis Raymond Aron et Pierre Herbart. Le journal, né dans la Résistance et bénéficiant de signatures prestigieuses, demeure une référence très forte après la guerre.

### Après-guerre
En août 1944, Combat reprend les locaux de L'Intransigeant situés au 100, rue Réaumur. Un an après sa naissance, il ne peut prétendre rivaliser avec les grands quotidiens et son tirage commence déjà à s'effriter, passant de 185 000 exemplaires en janvier 1945 à 150 000 en août de la même année. Au cours de l'année 1946, la publication, qui s'oppose au jeu des partis comme vecteurs de la reconstruction de la France, se rapproche du général de Gaulle sans pour autant devenir la voix officielle de son mouvement.
En 1947, l'équipe formée par Pia et Camus se disperse. En difficultés financières, le journal est repris par le journaliste Claude Bourdet, qui sollicite l'homme d’affaires franco-tunisien Henri Smadja pour le renflouer en échange d'une participation minoritaire en droits.
Fidèle à ses origines, la ligne éditoriale du journal continue d’être le lieu d'expression de ceux qui persistent à croire qu'on peut créer en France un mouvement populaire de gauche non communiste. En juillet 1948, Victor Fay, un militant marxiste, prend la direction de Combat, mais n'empêche pas l'information de côtoyer dans les colonnes des sujets populaires, même si le journal est fermement critique de la Guerre d'Indochine. La présence dans sa rédaction de journalistes comme Maurice Laval ou Claude Bourdet, militant et sympathisant trotskystes, atteste l'ouverture d'esprit du journal et sa tolérance d'expressions. Malgré tout, Raymond Aron quitte Combat ainsi que le comité directeur des Temps modernes pour Le Figaro. En décembre 1947, Camus participe à la longue rédaction d'un manifeste, publié dans la presse, pour demander la création d'une Europe socialiste et neutre, soutenant la Paix, voulue par le Mouvement socialiste pour les États-Unis d'Europe (MSEUE), qui réclame la planification des industries de base et des investissements en Europe. Parmi les autres signatures, celles, collectives, des Temps modernes et André Breton, Claude Bourdet, Paul-Marie de La Gorce, David Rousset et Georges Izard, chez qui les réunions sont organisées.
L'installation de dictatures communistes en Europe orientale conduit de nombreux socialistes à se distancier finalement du projet du MSEUE. Claude Bourdet demande alors à cette initiative, qu'il coordonne avec le MSEUE, de se rapprocher des travaillistes britanniques, et soutient le Titisme dans Combat, après avoir participé au cours de l'été 1949 aux Brigades de travail en Yougoslavie,. Mais un conflit éclate sur la question de la Guerre d'Indochine avec Henri Smadja qui soutient les gaullistes, et Bourdet quitte le journal pour fonder en mars 1950 L'Observateur politique, économique et littéraire, futur France-Observateur, ayant convaincu les principaux rédacteurs au cours des mois précédents qu'il fallait créer un hebdomadaire. C'est Louis Pauwels qui prend alors les rênes du journal.

### Guerre d'Algérie
En 1960, Henri Smadja nomme rédacteur en chef le jeune Philippe Tesson. Celui-ci saura s'entourer de plumes très diverses de gauche comme de droite. Cette diversité de prises de position n'est pas sans se manifester durant la guerre d'Algérie, pendant laquelle la pluralité des prises de positions s'exprime au grand jour. Le journal se fait l'écho de voix tant opposées au colonialisme qu'à la rébellion FLN, les articles de Pierre Boutang s'opposent à ceux de Maurice Clavel.
Enfin, observant l'évolution de la politique gouvernementale, le journal, par la plume de Raoul Girardet, condamne globalement la politique d'« abandon » et exprime un profond anti-gaullisme. Durant toutes ces années, Combat s'illustre par sa connaissance précise du conflit.
Le journal exprime aussi fréquemment son refus d'une Algérie indépendante musulmane ou communiste. À cette époque, Combat partage son adresse (2, rue du Croissant, à deux pas de la Bourse de Paris) avec le périodique L'Esprit Public de Roland Laudenbach, qui passe pour la voix officieuse de l'OAS.

### Années 1960
Au cours des Années 1960, le journal suit l'actualité politique universitaire importante au sein de l'Union nationale des étudiants de France et ouvre parfois même ses colonnes à des animateurs de la tendance "Gauche syndicale"  (UNEF), apparue dans le sillage du Front universitaire antifasciste, bastion de l'opposition à l'OAS et à la Guerre d'Algérie.
Antoine Griset, animateur de la tendance "Gauche syndicale" qui émerge lors Congrès de l'UNEF à Dijon au printemps 1963, organise ainsi la publication d'un numéro spécial de Combat, distribué gratuitement à la Sorbonne par la FGEL au cours de la semaine du lundi 6 au samedi 11 mai 1963, comportant un article d'Antoine Griset, qui est alors encore président de la FGEL, dit qu'il souhaite « éclairer le problème des différentes  tendances dont certains ont voulu voir la naissance » au Congrès de Dijon de l'UNEF et reconnait « que bien souvent deux  pôles, regroupant certaines AGE (associations générales d'étudiants, par villes). se sont opposés » mais y voit surtout « deux niveaux de réflexion, certains ayant poussé l'analyse plus que d'autres » et permis de « détruire ce mythe de l'UNEF monolithique ».
L'une des plumes du journal est l'ex-résistant et écrivain Maurice Clavel, qui anime une émission radiophonique quotidienne (Qui êtes-vous ?). Dans une tribune libre au Monde du 15 juin 1966, il consacre sa rupture avec De Gaulle en annonçant à la presse sa disponibilité pour suivre le procès Ben Barka comme chroniqueur judiciaire. Hector de Galard lui demande de suivre l’affaire dans le Nouvel Observateur, où il récupère en 1967 la chronique de télévision du Nouvel Observateur en septembre, écrivant de moins en moins dans Combat, qu'il tente cependant de mobiliser en faveur des contestataires lors de Mai 68.

### Mai 68
Lors de la deuxième semaine des événements de Mai 68 le quotidien, en grandes difficultés financières, tente une expérience originale, via un de ses journalistes George Charrière, qui a rencontré les étudiants de Nanterre. Le dimanche 12 mai, il envisage de faire distribuer aux participants à la manifestation du lendemain 13 mai, par des lecteurs volontaires, un numéro spécial gratuit.
Simultanément, des étudiants demandèrent à l'imprimerie de Combat de tirer le journal Action. Puis le lundi 13 mai au matin : communiqué de la direction du quotidien Combat: « des personnes se disant mandées par une organisation syndicale affiliée à la CGT se sont rendues à l'imprimerie de Médan. Elles ont exigé l'arrêt immédiat de l'impression d'Action et, bien sûr, refusé celle du numéro spécial de Combat. Après au moins trois heures de palabres, ces mêmes représentants ont fini par accepter l'impression du journal Action, tout en continuant de refuser obstinément celle de notre numéro spécial ».

### Fin
Lors de Mai 1968, Combat se distingue à travers des plumes comme celle de Jacques-Arnaud Penent, Marc Valle ou Maurice Clavel et la diffusion augmente fortement. En dépit de ce dernier sursaut, au début des années 1970, le journal périclite, le manque d'argent est pressant. Philippe Tesson, qui a fondé entretemps le Quotidien du médecin, propose de s'associer et de modifier en profondeur le quotidien. Henri Smadja refuse. Début 1974, Tesson quitte le journal entraînant l'équipe rédactionnelle et, en mars 1974, crée Le Quotidien de Paris, titre faisant allusion au sous-titre de Combat, pour lui succéder.
Le 14 juillet 1974, Smadja disparaît et Combat cesse définitivement de paraître un mois et demi plus tard. Une partie de la rédaction rejoint un journal fondé au même moment, Le Quotidien de Paris.
Le dernier dessinateur des unes de Combat fut Michel Vergez, qui continua ensuite sa démarche d'illustration puis de création artistique à part entière.

## Journalistes deCombat

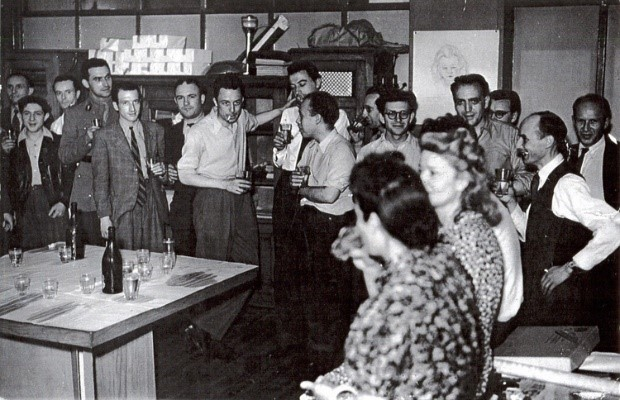
Albert Ollivier, Xavier de Lignac (alias Jean Chauveau) et Albert Camus au journal Combat.

- Víctor Alba
- Raymond Aron
- Alain Bosquet
- Maurice Achard
- Alfred-Ernest Babut
- Roland Barthes
- Georges Bataille
- Jean-Dominique Bauby
- Philippe de Beaumont
- Jean-Marie Borzeix
- Didier Buffin
- Pierre Boutang
- Henri Calet
- Albert Camus
- Jean-Albert Cartier
- Henry Chapier
- Christian Charrière
- Maurice Clavel
- Jean-Paul de Dadelsen
- Albert Druz
- Pierre Dumas
- Érik Emptaz
- Charles Estienne
- Jean-Pierre Farkas
- Claude Glayman
- Sylvain Gouz
- Paul Gordeaux
- Dominique Grandmont
- Roger Grenier
- Pierre Herbart
- Dominique Jamet
- Serge Karsky
- Pierre Kaufmann
- Jean-Claude Kerbourc’h
- Jean Lacouture
- Edmond Lévy
- Henry Magnan
- André Malraux
- Jean José Marchand
- Philippe Marcovici
- Gabriel Matzneff
- Daniel Mayer
- Jacques Merleau-Ponty
- Emmanuel Mounier
- Maurice Nadeau
- Albert Palle
- Pierre Paraf
- Jacques-Arnaud Penent
- François Pluchart
- Daniel Renard
- Dominique de Roux
- Jean-Paul Sartre
- Michel Schifres
- Dominique Souchier
- Philippe Tesson
- Alain Torchet
- Jean-Claude Vajou
- Marc Valle
- Roger van Gindertael
- Jane Vialle
- Max Zetlaoui